# Öhmdwiesen mit Gebüsch
Das Gebiet Öhmdwiesen mit Gebüsch ist ein mit Verordnung vom 25. September 1940 ausgewiesenes Landschaftsschutzgebiet (LSG-Nummer 4.37.029) im Gebiet der baden-württembergischen Stadt Bad Saulgau im Landkreis Sigmaringen in Deutschland.

## Lage
Das 0,6 Hektar große Schutzgebiet „Öhmdwiesen mit Gebüsch“ liegt südlich des Bad Saulgauer Stadtteils Großtissen und etwa 3,2 Kilometer nordöstlich der Bad Saulgauer Stadtmitte, auf einer Höhe von 574 m ü. NHN.

## Schutzzweck
Wesentlicher Schutzzweck ist die Erhaltung von Feuchtwiesen mit ihren typischen Pflanzen- und Tierarten, die vom Weitebach über den Nonnenbach und die Schwarzach zur Donau entwässert werden.